# سيناد لوليتش
سيناد لوليتش (بالبوسنوية: Senad Lulić)‏ وهو لاعب كُرة قدم بوسني بمركز الوسط المدافع ولد في يوم 18 يناير 1986 في مدينة موستار في جمهورية البوسنة والهرسك الاشتراكية في جمهورية يوغسلافيا الاشتراكية الاتحادية، يلعب حالياً مع نادي لاتسيو وسبق له اللعب مع نادي يونغ بويز ونادي غراسهوبر زيوريخ ونادي بيلينزونا ونادي تشور ولعب مع منتخب البوسنة والهرسك لكرة القدم ويبلغ طوله 183 سم.

## روابط خارجية
- سيناد لوليتش على موقع الاتحاد الدولي (مؤرشف)  (الإنجليزية)
- سيناد لوليتش على موقع الاتحاد الأوربي (الإنجليزية)
- سيناد لوليتش على موقع قاعدة بيانات كرة القدم.إي يو (الإنجليزية)
- سيناد لوليتش على موقع ناشيونال فوتبول تيمز (الإنجليزية)
- سيناد لوليتش على موقع Soccerbase.com (لاعب) (الإنجليزية)
- سيناد لوليتش على موقع Soccerway.com (الإنجليزية)
- سيناد لوليتش على موقع عالم كرة القدم.نت (الإنجليزية)
- سيناد لوليتش على موقع AS.com (الإسبانية)